# Pasalakan
Pasalakan is een bestuurslaag in het regentschap Cirebon van de provincie West-Java, Indonesië. Pasalakan telt 6738 inwoners (volkstelling 2010).